# Municipio de San Gregorio Atzompa
El municipio de San Gregorio Atzompa (del nahuatl: atl, tzontli, pa ‘agua, cabellera, en’‘En la cabellera del agua’) es uno de los 217 municipios que conforman al estado mexicano de Puebla. Fue fundado en 1930 y su cabecera es el pueblo de San Gregorio Atzompa. El municipio es parte de la Zona Metropolitana de Puebla-Tlaxcala.

## Geografía
El municipio se encuentra a una altitud promedio de 2140 m s. n. m. y abarca un área de 11.77 km². Colinda al norte con el municipio de San Pedro Cholula, al oeste con San Jerónimo Tecuanipan, al sur con Santa Isabel Cholula y el municipio de Ocoyucan y al este con San Andrés Cholula.

## Demografía
De acuerdo a los resultados del Censo de Población y Vivienda de 2020 realizado por el Instituto Nacional de Estadística y Geografía, la población total de San Gregorio Atzompa asciende a 9 671 personas; de las que 48.4% son hombres y 51.6% son mujeres.
El municipio incluye en su territorio un total de seis localidades. Las principales, considerando su población del censo de 2020 son:
| Localidad                        | Población 2020 | Grado de marginación 2010 | Ámbito 2010 | Clave INEGI |
| Total Municipio                  | 9 671          | Bajo                      | N/A         | 21125       |
| San Gregorio Atzompa             | 5 066          | Alto                      | Urbano      | 211250001   |
| Chipilo de Francisco Javier Mina | 4 059          | Muy bajo                  | Urbano      | 211250002   |
| San Miguel                       | 454            | Alto                      | Rural       | 211250003   |
| La Venta                         | 1-13           | Alto                      | Rural       | 211250004   |
| Guadalupe                        | 40-60          | Muy bajo                  | Rural       | 211250005   |
| La Laguna                        | 30-57          | Medio                     | Rural       | 211250006   |

## Localidades

### Chipilo

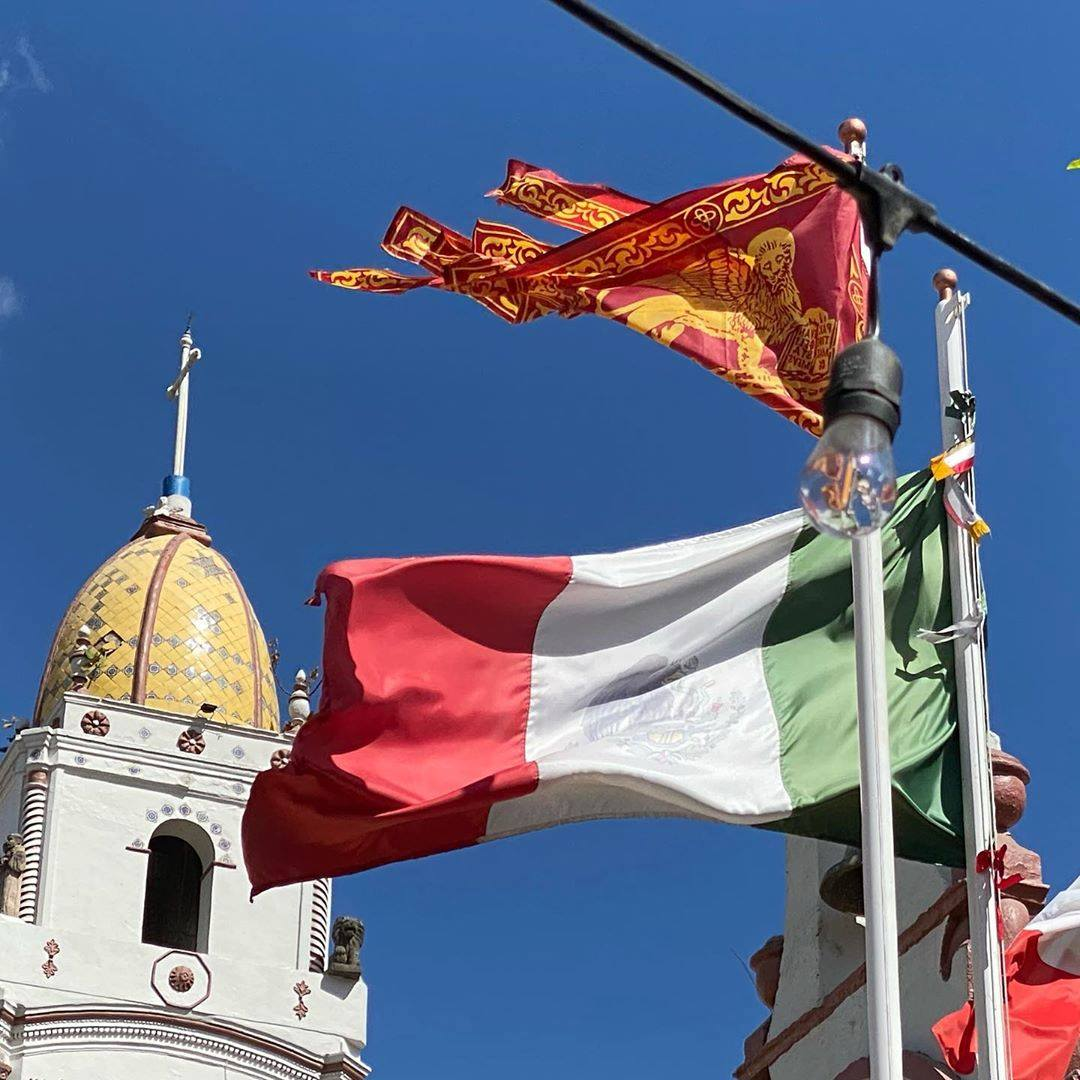
Chipilo.

Chipilo de Francisco Javier Mina, conocida como Chipilo, es una pequeña ciudad localizada 12 kilómetros al sur de la ciudad de Puebla, en México. Se encuentra a 2150 metros sobre el nivel del mar. Su nombre oficial honra la memoria de Francisco Javier Mina. El gentilicio para las personas originarias de Chipilo es chipileño/chipileña. La mayoría de los habitantes de Chipilo hablan el chipileño, una variedad del idioma véneto.

### San Gregorio Atzompa
San Gregorio Atzompa es la cabecera municipal. Fue fundado por los nahuas, perteneció al Señorío de Cholula. En 1520 fue sometido por los españoles y pasó al dominio de la Corona Real, con beneficio para los clérigos. El 12 de septiembre de 1831, se le concede 3 años de contribución directa, para la reparación de su iglesia. A principios del siglo XX pertenecía al antiguo distrito de Cholula y en 1930 aparece como cabecera del municipio libre con el mismo nombre .

## Política
Representación legislativa
Para la elección de diputados locales representantes de la población en el Congreso de Puebla y diputados federales integrantes de la Cámara de Diputados de México, el municipio de Puebla se encuentra integrado en los siguientes distritos electorales:
Local:
Distrito electoral local 21 de Puebla con cabecera en Atlixco

Federal:
Distrito electoral federal 10 de Puebla con cabecera en Cholula de Rivadavia

Lista de Presidentes Municipales
- (1996 - 1999): [14]
- (1999 - 2002): [14]
- (2002 - 2005):  [14]
- (2005 - 2008):  RITO JORGE MENDEZ GOMEZ [14]
- (2008 - 2011):  JOSE GUADALUPE TEAPILA RAMOS[15]
- (2011 - 2014):  MARCOS CUAHUEY MARTINEZ
- (2014 - 2018):  HORACIO TLAHUEL ABRAJAN [16]
- (2018 - 2021):  José Avelino Mario Merlo Zanella [17]
- (2021 - 2024):  José Avelino Mario Merlo Zanella